# 彭腾云
彭腾云（1925年—2011年5月10日），男，台湾苗栗人，中华人民共和国政治人物，中华全国台湾同胞联谊会原副会长，第六届全国政协委员。